# Ионное произведение воды
Ио́нное произведе́ние воды́ KW (константа автопротолиза воды) — произведение концентраций ионов водорода Н+ и  гидроксид-ионов OH− в воде или в водных растворах.
{\displaystyle {\mathsf {K_{W}=\left[H^{+}\right]\left[OH^{-}\right]=10^{-14}(mol/L)^{2}\ \ }}}
При 20 - 25 °C константа диссоциации воды равна 1,8⋅10−16моль/л (pKd=15,74). Откуда ионное произведение воды KW = 10−14моль²/л²

Анимация самоионизации воды (автопротолиза воды)

## Вывод значения ионного произведения воды
Вода является слабым амфолитом (может быть донором и акцептором ), слабо диссоциирует.
{\displaystyle {\mathsf {H_{2}O\rightleftarrows H^{+}+OH^{-}}}}
(однако на самом деле в реакции участвуют 2 молекулы воды  {\displaystyle {\ce {H2O + H2O <=> H3O+ + OH-}}})
Равновесие этой реакции сильно смещено влево. Константу диссоциации воды можно вычислить по формуле:
{\displaystyle {\mathsf {K={\frac {\left[H^{+}\right]\left[OH^{-}\right]}{\left[H_{2}O\right]}}}}\ \ \ (1)}
где:
- [H+] — концентрация ионов гидроксония (протонов);
- [OH−] — концентрация гидроксид-ионов;
- [H2O] — концентрация воды (в молекулярной форме) в воде;

Концентрация молекул воды, учитывая её малую степень диссоциации, величина практически постоянная и составляет (1000 г/л)/(18 г/моль) = 55,56 моль/л.
При 20–25 °C константа диссоциации воды равна 1,8⋅10−16моль/л. Так как вода является слабым электролитом (амфолитом), можно записать для неё константу диссоциации непосредственно из диссоциации воды
{\displaystyle {\mathsf {K\left[H_{2}O\right]=\left[H^{+}\right]\left[OH^{-}\right]\ \ }}}
Обозначим произведение K·[H2O] = Kв = 1,8⋅10−16 моль/л·55,56 моль/л = 10−14моль²/л² = [H+]·[OH−] (при 25 °C).
Константа Kв, равная произведению концентраций протонов и гидроксид-ионов, называется ионным произведением воды. Она является постоянной не только для чистой воды, но также и для разбавленных водных растворов веществ. C повышением температуры диссоциация воды увеличивается, следовательно, растёт и Kв, при понижении температуры — наоборот.

## Зависимость pKwот температуры
| T (°C)  | 0       | 5       | 10      | 15      | 18     | 20      | 21      | 22      | 23      | 24      | 25      | 30     | 35      | 40      | 45     | 50      | 55      | 60      | 100     |
| Kw*1014 | 0.1139  | 0.1846  | 0.292   | 0.4505  | 0.5702 | 0.6809  | 0.742   | 0.802   | 0.868   | 0.948   | 1.008   | 1.469  | 2.089   | 2.919   | 4.018  | 5.474   | 7.297   | 9.614   | 59      |
| pKw     | 14.9435 | 14.7338 | 14.5346 | 14.3463 | 14.244 | 14.1669 | 14.1296 | 14.0958 | 14.0615 | 14.0232 | 13.9965 | 13.833 | 13.6801 | 13.5348 | 13.396 | 13.2617 | 13.1369 | 13.0171 | 12.2291 |

Эти данные можно аппроксимировать параболой (смотри на графике)
pKw = 14.92 − 0.03992T + 0.00013122T2
или кубической параболой (что точнее)
pKw = 14.94355 - 0.0429299 * T + 0.00021447938* T^2 - 5.6625156*10^(-7) * T^3
| - Температурная зависимость константы ионизации воды при 1 атм - Температурная зависимость константы ионизации воды при 25 МПа - Зависимость константы ионизации воды от давления при 25 °C - Изменение pKw в зависимости от ионной силы растворов NaCl при 25 °C |

## Практическое значение ионного произведения воды
Практическое значение ионного произведения воды велико, так как оно позволяет при известной кислотности (щёлочности) любого раствора (то есть при известной концентрации [H+] или [OH−]) найти соответственно концентрации [OH−] или [H+]. Хотя в большинстве случаев для удобства представления пользуются не абсолютными значениями концентраций, а взятыми с обратными знаком их десятичными логарифмами — соответственно, водородным показателем (pH) и гидроксильным показателем (pOH).
Так как Kв — константа, при добавлении к раствору кислоты (ионов H+), концентрация гидроксид-ионов OH− будет падать, и наоборот. В нейтральной среде [H+] = [OH−] = {\displaystyle {\sqrt {10^{-14}}}=10^{-7}} моль/л. При концентрации [H+] > 10−7 моль/л (соответственно, концентрации [OH−] < 10−7 моль/л) среда будет кислой; При концентрации [OH−] > 10−7 моль/л (соответственно, концентрации [H+] < 10−7 моль/л) — щелочной.

## Ионные произведения других растворителей
Ионное произведение можно рассчитать не только для воды. Ионное произведение воды является лишь одной (хотя практически наиболее важной) из констант автопротолиза.